# Kettlethorpe (Lincolnshire)
Kettlethorpe – wieś i civil parish w Anglii, w Lincolnshire, w dystrykcie West Lindsey. W 2011 civil parish liczyła 426 mieszkańców.